# Романовка (Таруський район)
Романовка (рос. Романовка) — присілок в Таруському районі Калузької області Російської Федерації.
Населення становить 11 осіб. Входить до складу муніципального утворення Присілок Похвиснево.

## Історія
Від 2004 року входить до складу муніципального утворення Присілок Похвиснево

## Населення
| 2002 | 2010 |
| ---- | ---- |
| 5    | ↗11  |